# 別所 (さいたま市)
別所（べっしょ）は、埼玉県さいたま市南区の町名。現行行政地名は別所一丁目から別所七丁目。住居表示実施地区。郵便番号は336-0021。

## 地理

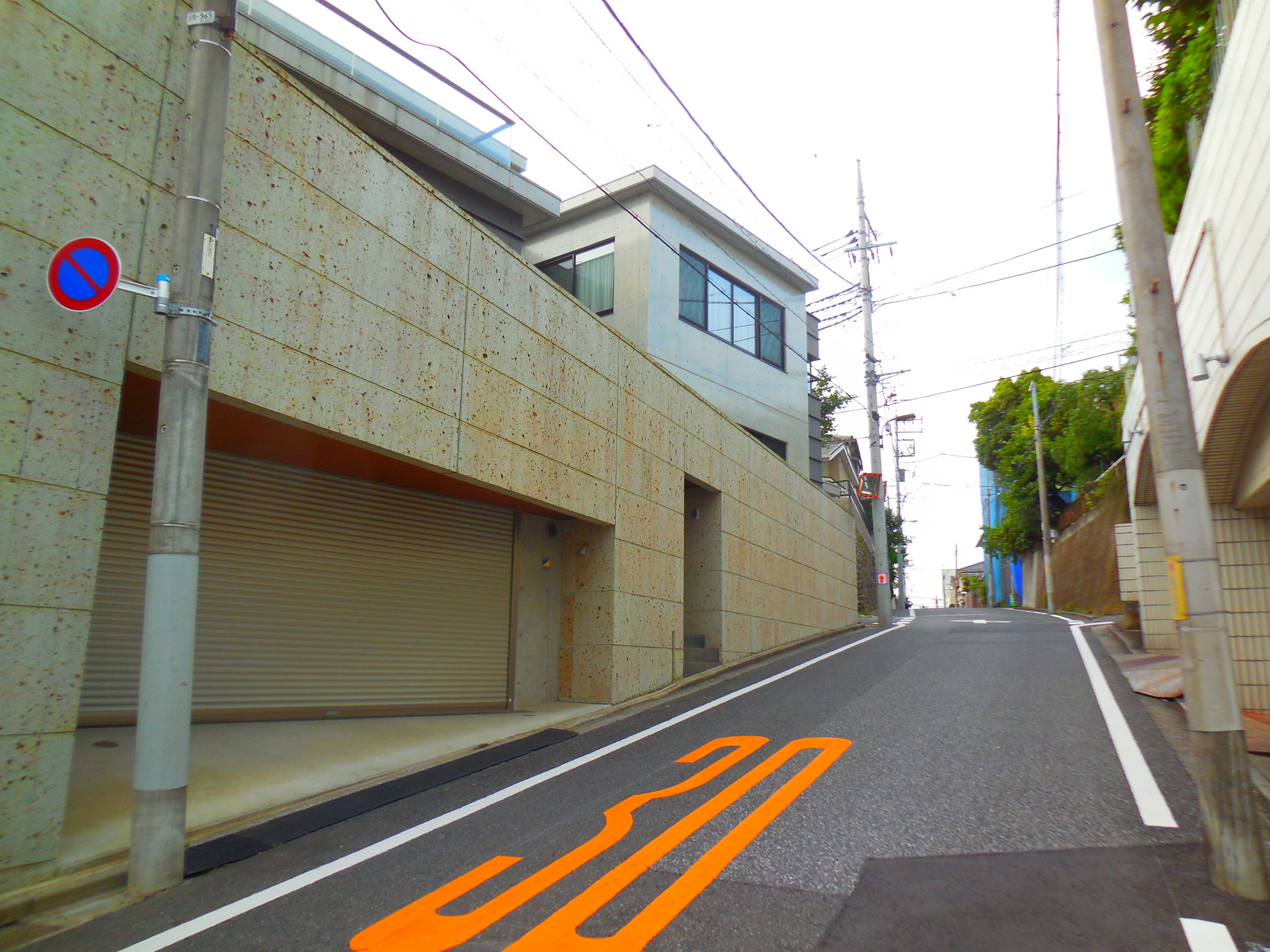
別所二丁目の住宅街

さいたま市南区の西部、武蔵浦和駅の北側に位置する。北端は別所沼までと広い範囲にわたる。一丁目から四丁目は大宮台地に位置する。主に台地上は関東大震災後に浦和画家を代表とする文化人や官僚・医師の移住が進み、現在でも高所得層の居住率が高く、閑静な高級住宅地として知られている。別所沼公園周辺の高台は埼玉県内有数の高級住宅街であり、さいたま市内で5番目に公示地価が高い（1位から4位はすべて浦和区）。一方、武蔵浦和駅周辺の七丁目では再開発事業が進行し、ファーストタワーやライブタワー、野村不動産によるプラウドタワーなどの超高層マンションが林立し、南区役所やさいたま市立武蔵浦和図書館などを併設したサウスピアが開館している。高台を下ると閑静な住宅地は鹿手袋など西の方面へ広がっていく。

### 河川
- 別所排水路 - 暗渠化され花と緑の散歩道として整備されている。
- 田島排水路 - 暗渠化、遊歩道化されている。

### 地価
住宅地の地価は、2022年（令和4年）1月1日の公示地価によれば、別所3-23-12の地点で37万3000円/m2となっている。南区では最も高い。

## 歴史

### 沿革
もとは江戸期より存在した武蔵国足立郡浦和領に属する別所村であった。『新編武蔵風土記稿』では家数50。浦和宿に飛地を領していた。
- 発足時は幕府領、後に地区の一部の知行が旗本疋田氏、および前田氏、および内藤氏の相給となる[9]。
- 幕末時点では足立郡別所村であった。明治初年の『旧高旧領取調帳』の記載によると、幕府領（代官・大竹左馬太郎支配所）、および旗本3氏（疋田兵庫・前田帯刀・内藤伊予）の相給であった[11]。
- 1868年（慶応4年）6月19日 - 幕府領が武蔵知県事・山田政則（忍藩士）の管轄となる。
- 1869年（明治2年） 
  - 1月13日 - 武蔵知県事・宮原忠英の管轄区域に大宮県を設置、同県の管轄となる。県庁は東京府馬喰町に置かれる。
  - 9月29日 - 県庁が浦和に置かれ浦和県に改称。
  - 12月2日 - 旗本領が上知され、浦和県の管轄となる（府藩県三治制も参照）。
- 1871年（明治4年）11月13日 - 第1次府県統合により埼玉県の管轄となる。
- 1879年（明治12年）3月17日 - 郡区町村編制法により成立した北足立郡に属す。郡役所は浦和宿に設置。それに伴い、郡内に同名の村が所在（現・別所町および指扇領別所）したことから浦和領を冠称して浦和領別所村となる[9]。
- 1889年（明治22年）4月1日 - 町村制施行に伴い、浦和領別所村が周辺の白幡、辻、根岸、文蔵、沼影の村々と合併し、六辻村が成立[12]。六辻村の大字浦和領別所となる[9]。
- 時期不明（明治末頃[9]） - 大字浦和領別所から浦和領が取れ、大字別所となる。
- 1924年（大正13年） - この年以降、浦和耕地整理の一環で道路区画が整備された。碁盤の目状になっており、現在に残る。
- 1938年（昭和13年）7月1日 - 六辻村が町制施行し、六辻町になる[13]。六辻町の大字となる。
- 1942年（昭和17年）4月1日 - 六辻町が浦和市に編入合併され[13]、浦和市の大字となる。
- 1962年（昭和37年） - 浦和別所郵便局が開局する[9]。
- 1965年（昭和40年）7月1日 - 大字別所、白幡、高砂町四丁目より別所一丁目〜四丁目が成立[14]。
- 1990年（平成2年）8月1日 - 大字別所より別所五丁目〜七丁目が成立。これにより大字別所は消滅。
- 2001年（平成13年）5月1日 - 浦和市・大宮市・与野市が合併し、さいたま市の町名となる。
  - 合併に伴い、別所小学校は旧大宮市に同名の小学校（現・大宮別所小学校）が、大里小学校は旧大宮市に同音の小学校（大砂土小学校）があったため、それぞれ浦和別所小学校、浦和大里小学校に改称した。
- 2003年（平成15年）4月1日 - さいたま市が政令指定都市に移行し、さいたま市南区の町名となる。
- 2008年（平成20年）11月17日 - 二丁目において、元厚生事務次官宅連続襲撃事件の第一の事件が発生する。多くの報道陣や警察関係者が集中した。
- 2012年（平成24年）1月17日 - 新区役所となる武蔵浦和駅公益施設棟「サウスピア」の建設現場で火災が発生。当初移転予定だった6月1日の移転が困難となった。
- 2013年（平成25年）1月4日 - 区役所がサウスピアに移転。

## 世帯数と人口
2017年（平成29年）9月1日現在の世帯数と人口は以下の通りである。
| 丁目       | 世帯数    | 人口     |
| ---------- | --------- | -------- |
| 別所一丁目 | 674世帯   | 1,324人  |
| 別所二丁目 | 1,228世帯 | 2,740人  |
| 別所三丁目 | 1,201世帯 | 2,808人  |
| 別所四丁目 | 301世帯   | 699人    |
| 別所五丁目 | 638世帯   | 1,235人  |
| 別所六丁目 | 847世帯   | 1,763人  |
| 別所七丁目 | 1,541世帯 | 3,507人  |
| 計         | 6,430世帯 | 14,076人 |

## 小・中学校の学区
市立小・中学校に通う場合、学区（校区）は以下の通りとなる。
| 丁目       | 番地                                                                      | 小学校                     | 中学校                 |
| ---------- | ------------------------------------------------------------------------- | -------------------------- | ---------------------- |
| 別所一丁目 | 全域                                                                      | さいたま市立岸町小学校     | さいたま市立白幡中学校 |
| 別所二丁目 | 全域                                                                      | さいたま市立浦和別所小学校 | さいたま市立白幡中学校 |
| 別所三丁目 | 全域                                                                      | さいたま市立浦和別所小学校 | さいたま市立白幡中学校 |
| 別所四丁目 | 全域                                                                      | さいたま市立浦和別所小学校 | さいたま市立白幡中学校 |
| 別所五丁目 | 全域                                                                      | さいたま市立浦和別所小学校 | さいたま市立白幡中学校 |
| 別所六丁目 | 1 - 13番                                                                  | さいたま市立浦和別所小学校 | さいたま市立白幡中学校 |
| 別所六丁目 | 14 - 16番 17番7号 - 19番10号 19番21号 - 19番最終号 20番14号 - 20番28号    | さいたま市立浦和大里小学校 | さいたま市立白幡中学校 |
| 別所六丁目 | その他                                                                    | さいたま市立浦和大里小学校 | さいたま市立内谷中学校 |
| 別所七丁目 | 2番                                                                       | さいたま市立岸町小学校     | さいたま市立白幡中学校 |
| 別所七丁目 | 1番、3番 6〜10番                                                          | さいたま市立浦和別所小学校 | さいたま市立白幡中学校 |
| 別所七丁目 | 11番 - 11番9号 11番25号 - 11番最終号 15番 - 15番4号 15番27号 - 15番最終号 | さいたま市立浦和大里小学校 | さいたま市立白幡中学校 |
| 別所七丁目 | その他                                                                    | さいたま市立浦和大里小学校 | さいたま市立内谷中学校 |

## 交通

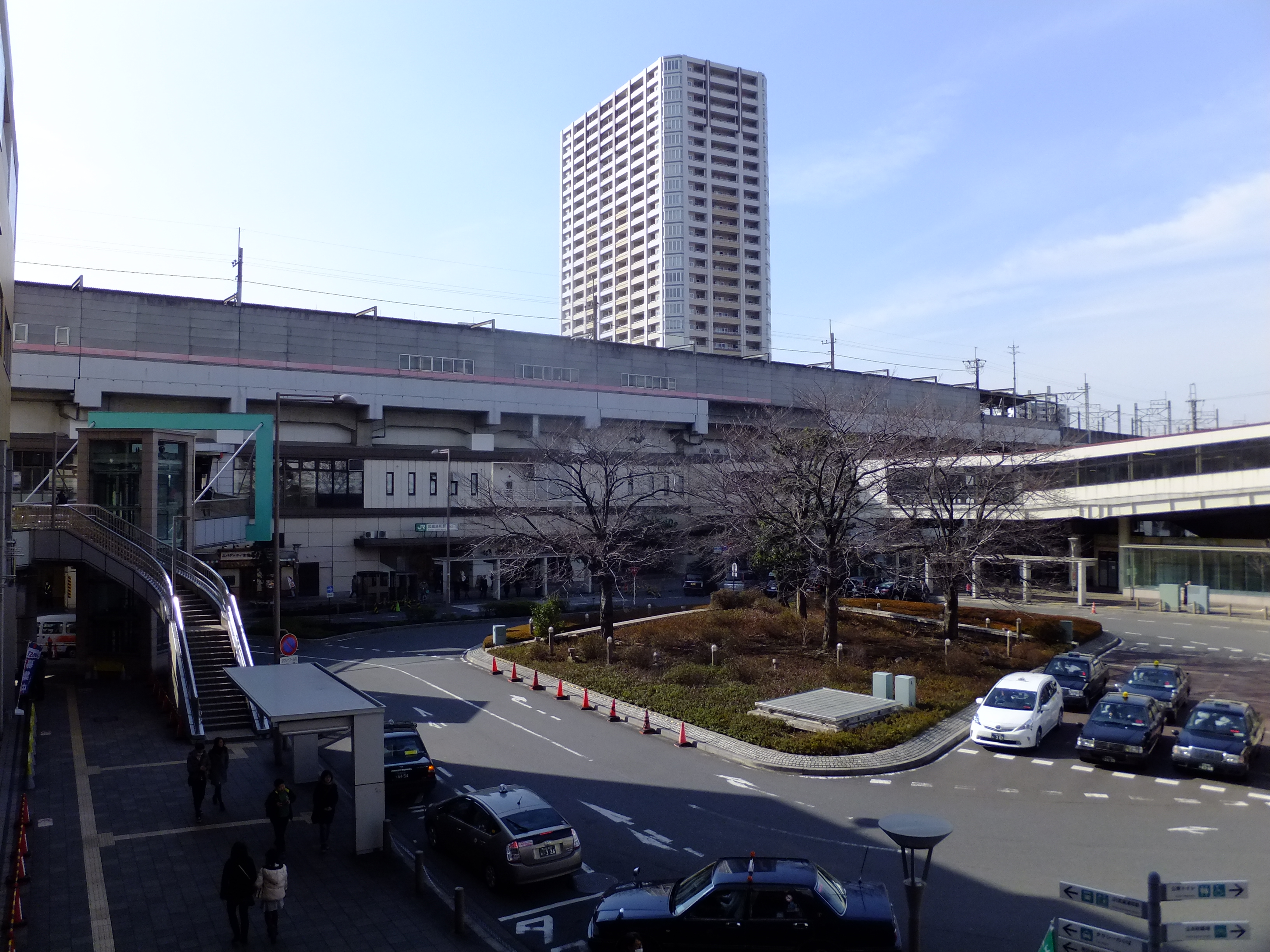
武蔵浦和駅東口

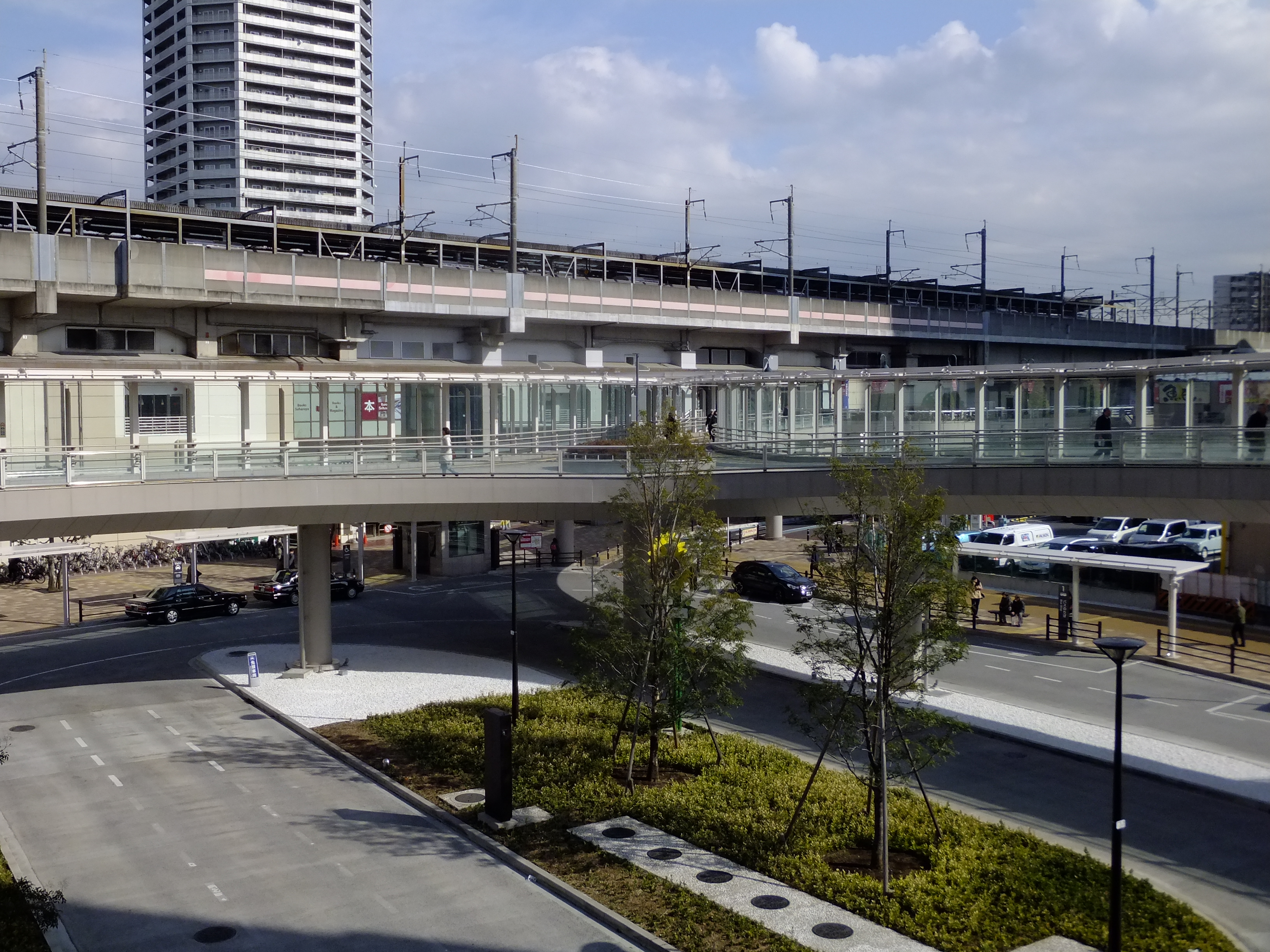
武蔵浦和駅西口

### 鉄道
JR埼京線・武蔵野線武蔵浦和駅が置かれている。地内にはないが、中浦和駅なども利用できる。

### 道路
- 国道17号（中山道）
- 埼玉県道40号さいたま東村山線（志木街道）
- 埼玉県道213号曲本さいたま線（田島通り）

## 地域

### 寺社・史跡
- 真福寺（二丁目）
  - 真福寺貝塚 - 縄文時代前期の貝塚[9]。国の史跡である岩槻区の真福寺貝塚と同名だが別の遺跡であり、混同を避けるためにこちらは別所真福寺貝塚と呼ばれる。
- 高野山真言宗真弘寺（二丁目）

### 遺跡
- 別所子野上遺跡
- 別所西野台遺跡
- 別所二丁目遺跡
- 別所遺跡

### 公園・緑地
一丁目
- 白幡緑道

二丁目
- 別所中央公園
- 浦和二丁目公園

四丁目
- 別所沼公園

五丁目

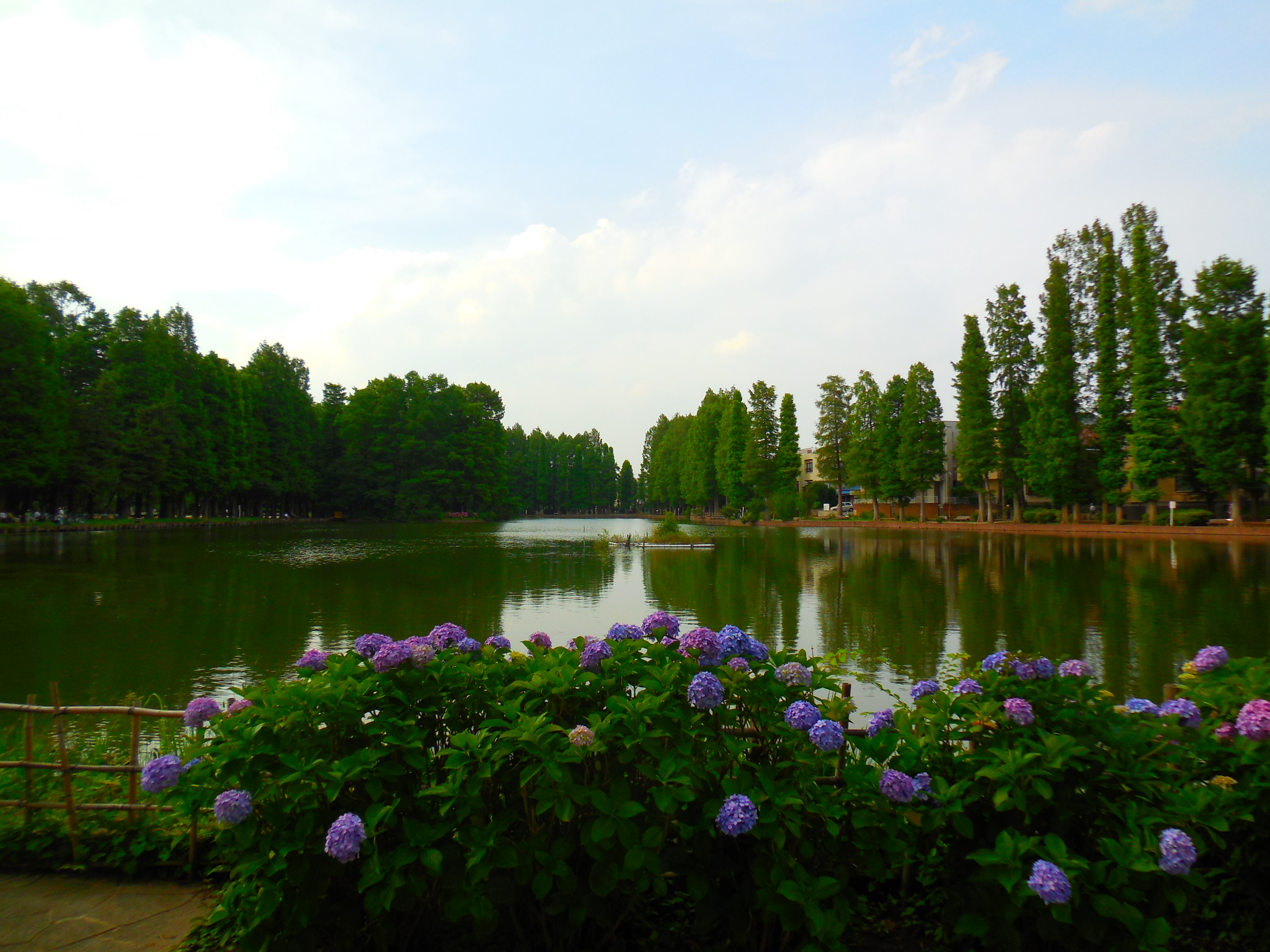
別所沼

- 花と緑の散歩道 - 別所六丁目・七丁目に跨る

七丁目
- 別所大里公園

### 施設

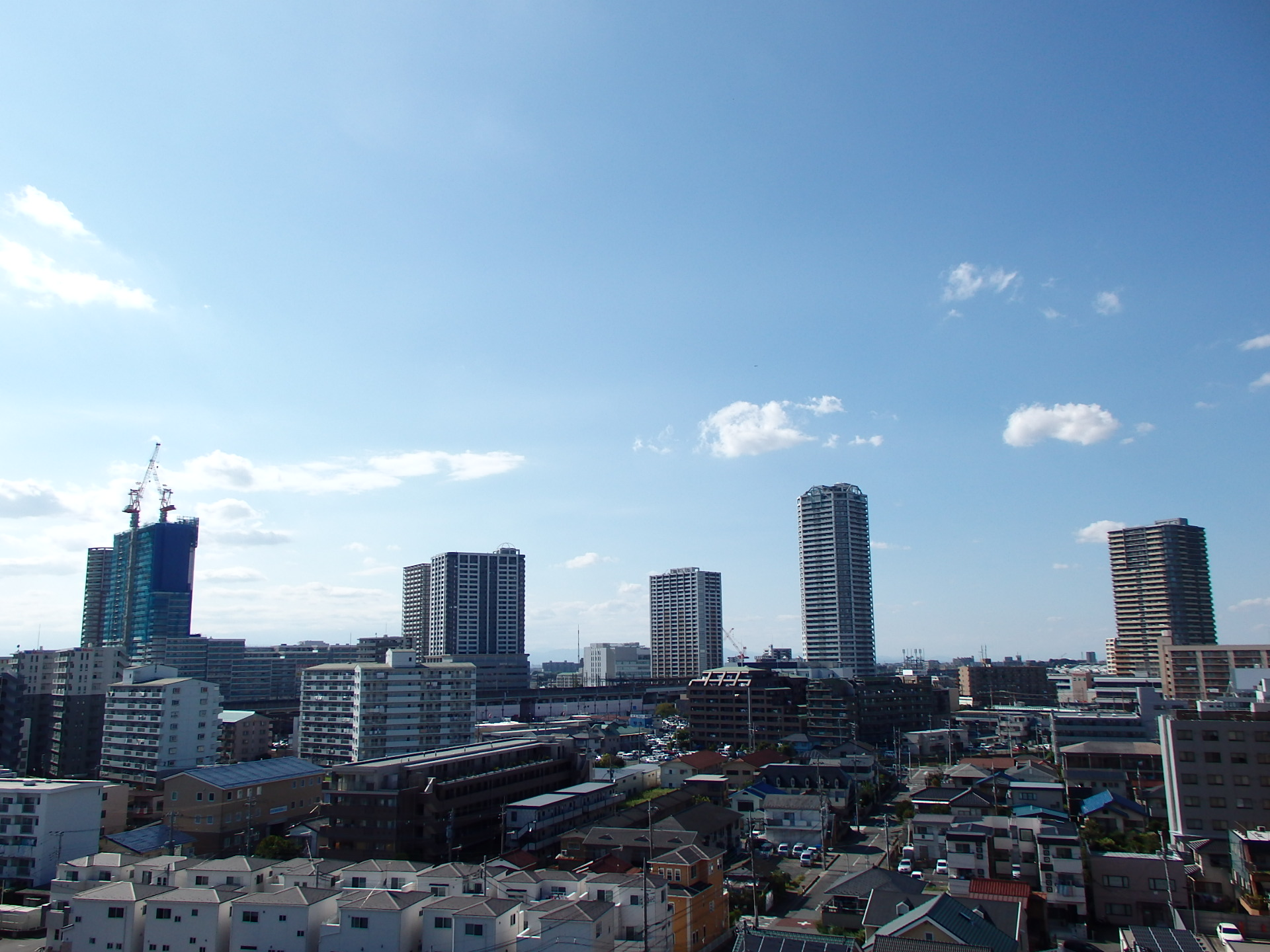
武蔵浦和駅周辺。右から3棟目までが別所。

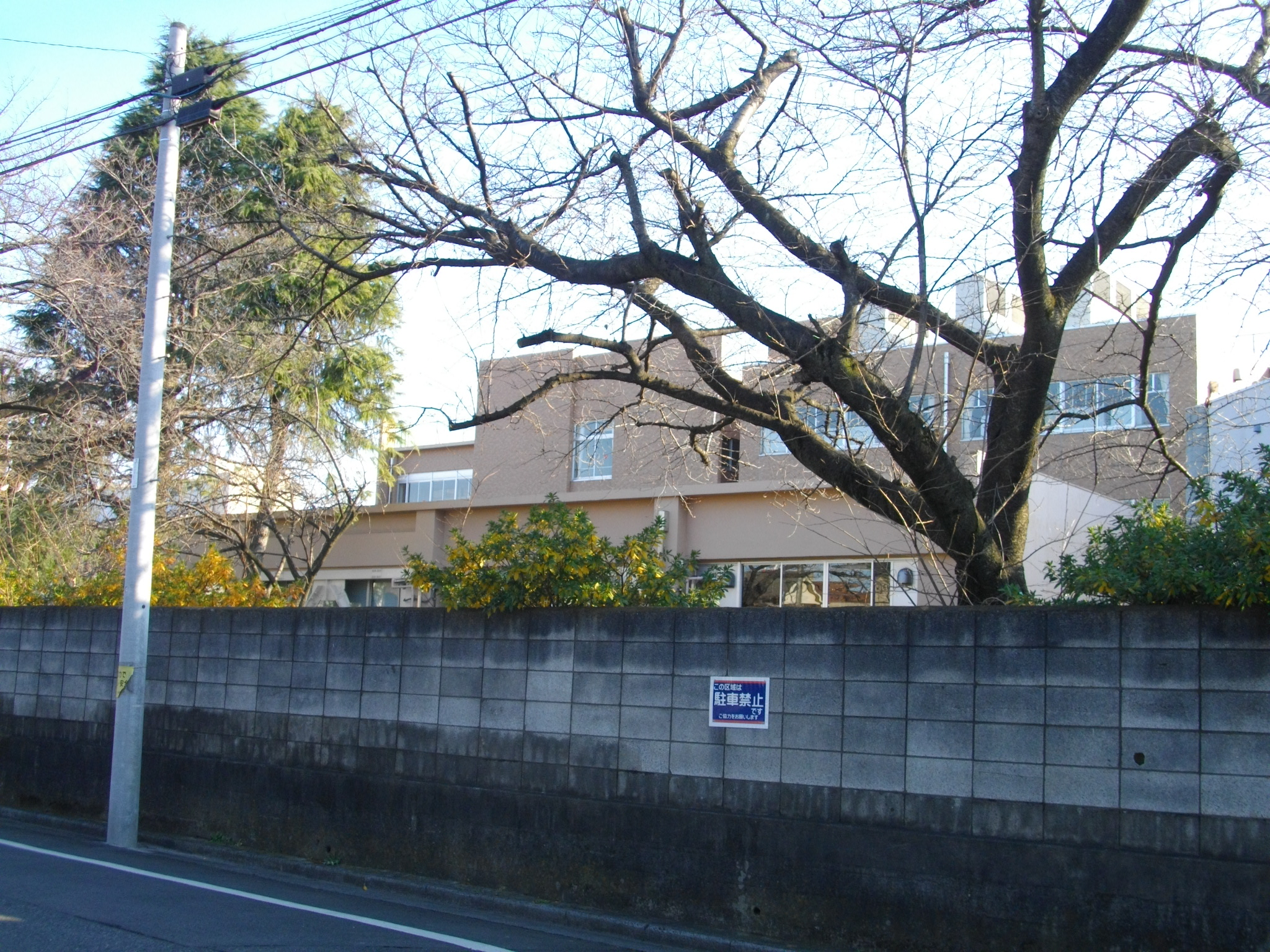
埼玉大学教育学部附属中学校

地内にさいたま市立の中学校は設置されていないが、上述の通りほぼ全域がさいたま市立白幡中学校の学区にあたる。
二丁目
- さいたま市立浦和別所小学校
- 浦和別所郵便局
- ヤクルト本社
- さいたま市立浦和別所児童センター

三丁目
- さいたま市消防団別所分団

四丁目
- 埼玉大学教育学部附属中学校
- 別所沼会館ヘリテイジ浦和

五丁目
- 別所公民館 - 1978年（昭和53年）4月開設。

六丁目
- 国土交通省大宮国道事務所浦和出張所
- みなみ保育園

七丁目
- サウスピア
  - さいたま市立武蔵浦和図書館（2階 - 3階）
  - 南区役所（4階 - 7階）
- さいたま市立浦和大里小学校
- 別所幼稚園
- さいたま中央郵便局
- MUSE CITY ザ・ファーストタワー
- ライブタワー
- プラムシティ（プラウドタワー武蔵浦和マークス）
- 武蔵野銀行武蔵浦和支店
- 武蔵浦和駅前交番

## ゆかりのある人物
- 村井英樹 - 政治家